# Baltazar Rebelo de Sousa
Baltazar Leite Rebelo de Sousa (* 16. April 1921 in Lissabon; † 1. Dezember 2002 ebenda) war ein portugiesischer Arzt und Politiker, der unter anderem von 1968 bis 1970 Hochkommissar und Generalgouverneur der Kolonie Mosambik sowie zwischen 1970 und 1974 Minister verschiedener Ressorts war.

## Leben
Rebelo de Sousa absolvierte zunächst ein Studium der Medizin. Er engagierte sich in der Portugiesischen Jugend (Mocidade Portuguesa), der Jugendbewegung des in den 1930er Jahren von Premierminister António de Oliveira Salazar begründeten Neuen Staates (Estado Novo). Er trat der am 30. Juli 1930 gegründeten Nationalen Union UN (União Nacional) bei, der ebenfalls von Salazar initiierten Einheitspartei des Estado-Novo. Zudem fungierte er als Sekretär von Marcelo Caetano, der zwischen 1945 und 1947 Kolonialminister war. Er spezialisierte sich als Arzt auf die Bereiche Tropenmedizin sowie Hygiene und war als Unterinspektor des Sozialmedizinischen Dienstes sowie der Föderation der Sozialversicherungen (Federação das Caixas de Previdência) tätig. 1953 wurde Rebelo de Sousa erstmals zum Mitglied der Nationalversammlung (Assembleia Nacional) gewählt und vertrat in dieser zunächst den Wahlkreis Évora sowie seit 1957 den Wahlkreis Braga. Zudem fungierte er zwischen 1955 und 1961 als Unterstaatssekretär im Ministerium für nationale Bildung (Subsecretário de Estado da Educação Nacional). Im Anschluss war er von 1961 bis 1968 Verwaltungsdirektor der Staatlichen Versicherungsgesellschaften ( Companhia de Seguros Império). 
Am 12. Juli 1968 wurde er Nachfolger von Generalleutnant José Augusto da Costa Almeida als Hochkommissar und Generalgouverneur der damaligen Kolonie Mosambik. Die Amtszeit wie bereits wie bei seinem Vorgänger durch den Kampf der marxistisch-leninistischen Befreiungsfront Frente da Libertacao de Mocambique (FRELIMO) von Eduardo Mondlane geprägt. 1964 begann FRELIMO mit dem bewaffneten Kampf und konnte bald einige militärische Erfolge erzielen, die zu massiven Gegenschlägen der portugiesischen Armee führten. Von Beginn an hatte es innerhalb von FRELIMO interne Konflikte gegeben, die nach ersten militärischen Erfolgen der Kolonialarmee eskalierten und 1968 zur Ermordung führender Mitglieder der Organisation durch eigene Leute führten. 1969 wurde Mondlane durch einen Briefbombenanschlag der portugiesischen Geheimpolizei PIDE (Polícia Internacional e de Defesa do Estado) getötet. Dennoch konnte FRELIMO sogenannte „Befreite Zonen“ errichten. Besonders umkämpft war die Cabora-Bassa-Talsperre, die schließlich von bis zu 20.000 Mann auf Seiten der Portugiesen gegen FRELIMO-Stoßtrupps verteidigt wurde. Die koloniale Kriegsführung wurde zunehmend brutaler und die europäische Öffentlichkeit und auch Teile der katholischen Kirche gingen auf Distanz zur Kolonialmacht. Zum Symbol dieser Brutalität wurde das Massaker der Armee an den Bewohnern des Dorfes Massaker von Wiriyamu im Dezember 1972. Rebelo de Sousa übte die Funktionen in Mosambik bis 1970 aus und wurde daraufhin durch Eduardo de Arantes e Oliveira abgelöst, der zwischen 1954 und 1967 Minister für öffentliche Arbeiten war.
Nach seiner Rückkehr nach Portugal wurde Rebelo de Sousa vom nunmehrigen Premierminister Marcelo Caetano am 15. Januar 1970 zum Minister für Gemeinschaften und soziale Vorsorge (Ministro das Corporações e Previdência Social) sowie zugleich zum Minister für Gesundheit und Unterstützung (Ministro da Saúde e Assistência) berufen. Diese Posten bekleidete er bis zum 7. November 1973 und übernahm danach im Rahmen einer Regierungsumbildung von Joaquim da Silva Cunha das Amt des Ministers für die Überseegebiete (Ministro do Ultramar). Nach dem Sturz der Diktatur und der Regierung Caetanos im Zuge der Nelkenrevolution am 25. April 1974 ins Exil nach Brasilien und kehrte erst 1991 nach Portugal zurück.
Aus seiner 1942 geschlossenen Ehe mit Maria das Neves Fernandes Duarte gingen drei Söhne hervor, darunter der älteste Sohn Marcelo Rebelo de Sousa, der seit dem 9. März 2016 Staatspräsident Portugals ist. Der zweitälteste Sohn ist der Wirtschaftswissenschaftler und Politiker António Rebelo de Sousa, der von 1976 bis 1980 sowie erneut zwischen 1983 und 1985 Mitglied der Assembleia da República war.

## Ehrungen und Auszeichnungen
Baltazar Rebelo de Sousa wurde mehrmals ausgezeichnet und erhielt unter anderem am 7. März 1959 die Würde als Großoffizier des Militärischen Christusorden (Ordem Militar de Cristo), am 3. Januar 1961 die Würde als Großoffizier sowie am 16. Februar 1967 das Großkreuz des Orden des Infanten Dom Henrique (Ordem do Infante D. Henrique), am 15. Juli 1967 den Titel eines Großoffiziers des Orden für öffentliche Bildung (Ordem da Instrução Pública) sowie am 22. Mai 1971 das Großkreuz des Militärischen Christusorden. Während seines Aufenthalts in Brasilien wurde ihm zudem das Großkreuz des Orden vom Kreuz des Südens verliehen.